# Carl-Justus Heckmann
Carl-Justus Heckmann (* 24. Mai 1902 in Duisburg; † 7. Oktober 1993 in Leipzig) war ein deutscher technischer Ingenieur und Verfahrenstechniker, Unternehmensleiter und Hochschullehrer.

## Leben
Heckmanns Vater Reinhold war kaufmännischer Direktor der Kupfer- und Messingwerke C. Heckmann, die sein Urgroßvater Carl Justus Heckmann 1887 von Berlin nach Duisburg verlegt hatte. Seine Mutter Amelie war die älteste Tochter von Hermann Schumm, dem technischen Direktor der Gasmotorenfabrik Deutz. Maria Elisabeth Wentzel-Heckmann war seine Tante. Wie sein Urgroßvater gleichen Namens wollte auch er Ingenieur werden. Nach der Vorschule des humanistischen Gymnasiums in Duisburg, das er bis zur Untertertia besuchte, absolvierte die weiteren Schuljahre auf dem Gymnasium Adolfinum Moers, wo er sein Abitur ablegte. Seine Zeit der Berufsausbildung in den Nachkriegsjahren begann er mit einem halbjährigen Praktikum in der Gasmotorenfabrik Deutz, wo er die Formerei, Gießerei, Dreherei durchlief und die Montage von Schiffsmotoren kennenlernte.
Es folgte ein Studium an der Technischen Hochschule Stuttgart bei Richard Grammel und Erich Regener. Nebenher betrieb er Fechtsport. 1925 wechselte er an die Technische Hochschule Breslau, wo er seine Kenntnisse auf den Spezialgebieten Heizkraftanlagen, Fabrikbetrieb und Chemischer Apparatebau vertiefte. 1927 erwarb er den akademischen Grad eines Diplom-Ingenieurs. Anschließend reiste er nach Paris und London zu Sprachstudien. 1928 besuchte er die USA und Kanada, wo er 45 Industriebetriebe kennenlernte. Im November 1928 begann er seine berufliche Tätigkeit als Konstrukteur im Berliner Projektierungsbüro des Unternehmens F. Heckmann (Breslau / Berlin), das auf den 1819 von seinem Urgroßvater gegründeten Betrieb zurückging und in den folgenden Jahren mit Aufgaben des allgemeinen Aufbaus der chemischen Großindustrie durch ingenieurtechnische Neuentwicklungen voll ausgelastet war.
Mit dem Beginn des Zweiten Weltkriegs 1939 musste Heckmann als Angehöriger der Landwehr zur Wehrmacht einrücken. Nach kurzer Zeit konnte er jedoch in seine berufliche Tätigkeit nach Berlin zurückkehren. Heckmann berichtete, dass er den Chemiker Hans Pöll aus Wien als Mitarbeiter gewann und ihn als Juden vor einem Zugriff der Gestapo bewahren konnte. Noch im Jahre 1944 begann er erste Aufsätze in Fachzeitschriften zu veröffentlichen, deren Zahl sich bis in die 1960er Jahre auf etwa 40 anwuchs. Im Januar 1945 wurde die Breslauer Betriebsausrüstung mit einem Sonderzug von 60 Waggons voll Maschinen und mit 180 Belegschaftsmitgliedern vor der heran nahenden Front evakuiert und nach Nerchau, Riesa und Rudisleben verlegt.
Nach der Befreiung vom Nationalsozialismus forderten die sowjetischen Besatzungsbehörden Heckmann und seine Mitarbeiter auf, ihre Arbeit in der SBZ wieder aufzunehmen. Der Neubeginn erfolgte in Wurzen mit einer kleinen mechanischen Werkstatt und in Pirna mit dem Apparatebau. Heckmann eröffnete das alte Unternehmen im Dezember 1945 wieder unter der Firma Heckmann-Apparate GmbH in Wurzen und Pirna. 1946 wurde Heckmann Mitglied der Kammer der Technik. Mit der Zwangsvereinigung von SPD und KPD zur SED im gleichen Jahr wurde für ihn eine klare wirtschaftspolitische Linie erkennbar, so dass Heckmann 1959 für seinen Betrieb staatliche Beteiligung aufnahm. Dafür wurde der VEB Leunawerke „Walter Ulbricht“ als Teilhaber gewonnen. Später trat der VEB Maschinen- und Apparatebau Grimma an dessen Stelle. 1956 hielt Heckmann eine Vorlesung an der Magdeburger Hochschule für Maschinenbau. Auf dem Gebiet des Chemischen Apparatebaus sollte er Ingenieure für die Oberstufe dieser Studienrichtung führen. Nach kurzer Zeit wurde das seine berufliche Hauptaufgabe. Als wissenschaftliche Nachwuchskräfte konnten in den folgenden Jahren 22 Aspiranten bei ihm die Promotion A zum Doktor-Ingenieur ablegen. Zwei andere habilitierten sich mit der Promotion B. Zu ihnen gehörten Studenten aus der DDR, aber auch aus anderen Ländern. Schon 1958 wurde er zum Direktor des Instituts für Chemischen Apparatebau berufen und übernahm die Projektierung und Einrichtung eines Gebäudes für Forschung und Lehre an der Magdeburger Hochschule. Während mehrerer Jahrzehnte umfangreicher und kooperativer Zusammenarbeit mit branchennahen Betrieben im In- und Ausland belieferte das Heckmann-Werk vor allem die Sowjetunion mit Fertigungsanlagen für die dortige Schwer- und verarbeitende Industrie. Im April 1959 wurde er Professor mit vollem Lehrauftrag und Komplementär mit staatlicher Beteiligung. Von 1962 bis 1965 war er Mitglied im Beirat für Technik beim Staatssekretariat für Hochschulwesen, und 1963 erfolgte seine Berufung in den Senat der Hochschule. 1964 wurde er Professor mit  Lehrstuhl für Chemischen Apparatebau. Von 1964 bis 1966 arbeitete er im Forschungsrat der Hochschule. Von 1965 bis 1967 wurde er in Arbeitskreise und Expertengruppen des Forschungsrats berufen und arbeitete im Staatssekretariat für Forschung und Technik in der Kommission Chemie/Maschinenbau mit. 1965 begann seine Mitarbeit im wissenschaftlichen Beirat der VVB Chemieanlagen und als stellvertretender Vorsitzender der Fachgruppe Chemischer Apparatebau im Deutschen Normenausschuss, sowie Mitglied des Wissenschaftlichen Rates der Sektion Apparate- und Anlagenbau der Technischen Hochschule Magdeburg. 1966 erfolgte seine Berufung als Vorsitzender des zentralen Arbeitskreises Wärme- und Stoffaustauschtechnik.
1967 wurde Heckmann emeritiert. Nach 40-jähriger Berufstätigkeit feierte Heckmann 1969 das 150-jährige Jubiläum seines Unternehmens zusammen mit etwa 700 Betriebsangehörigen. 1972 wurde der Betrieb, der bisher hocheffizient arbeitete, in Volkseigentum überführt.
Am 1. April 1990 wurde mit Zustimmung Heckmanns sein ehemaliger, bis zu diesem Zeitpunkt Volkseigener Betrieb, wieder in ein Privatunternehmen umgewandelt.
Im Jahre 1961 beteiligte er sich an der I. Allchristlichen Friedensversammlung, die von der Christlichen Friedenskonferenz in Prag veranstaltet wurde. Er wurde in ihren Beratungsausschuss zur Fortsetzung der Arbeit gewählt. Sein Schwager Hans Joachim Iwand, ein Theologe der Bekennenden Kirche und Widerstandskämpfer, hatte ihn für diese Mitarbeit gewonnen.
Heckmann war verheiratet mit der aus Schlesien stammenden Johanna Iwand. Mit ihr hatte er fünf Kinder.

## Ehrungen
- 1962: Verdienter Techniker des Volkes
- 1967: Verdienstmedaille der DDR
- 7. Januar 1971: Verleihung der Ehrendoktorwürde (als Dr.-Ing. h. c.) durch die Technische Universität Budapest
- 1980: Ehrenmitglied der Kammer der Technik (KdT)
- 20. März 1992: Verleihung des Titels Ehrensenator durch die Technische Universität Magdeburg

## Nachwirkung
- Im Jahre 2002 fand anlässlich seines 100. Geburtstages ein Ehrenkolloquium im Magdeburger Fraunhofer-Institut statt. Dabei wurde das Gebäude 15 der Otto-von Guericke-Universität in Heckmann-Gebäude umbenannt.[3]

## Schriften
- Neue Welt durch Technik, Stuttgart Kreuz-Verlag, 1954
- 150 Jahre chemischer Apparate- und Anlagenbau, Pirna Heckmannwerk KG, [1969]